# Violengasse (Düren)

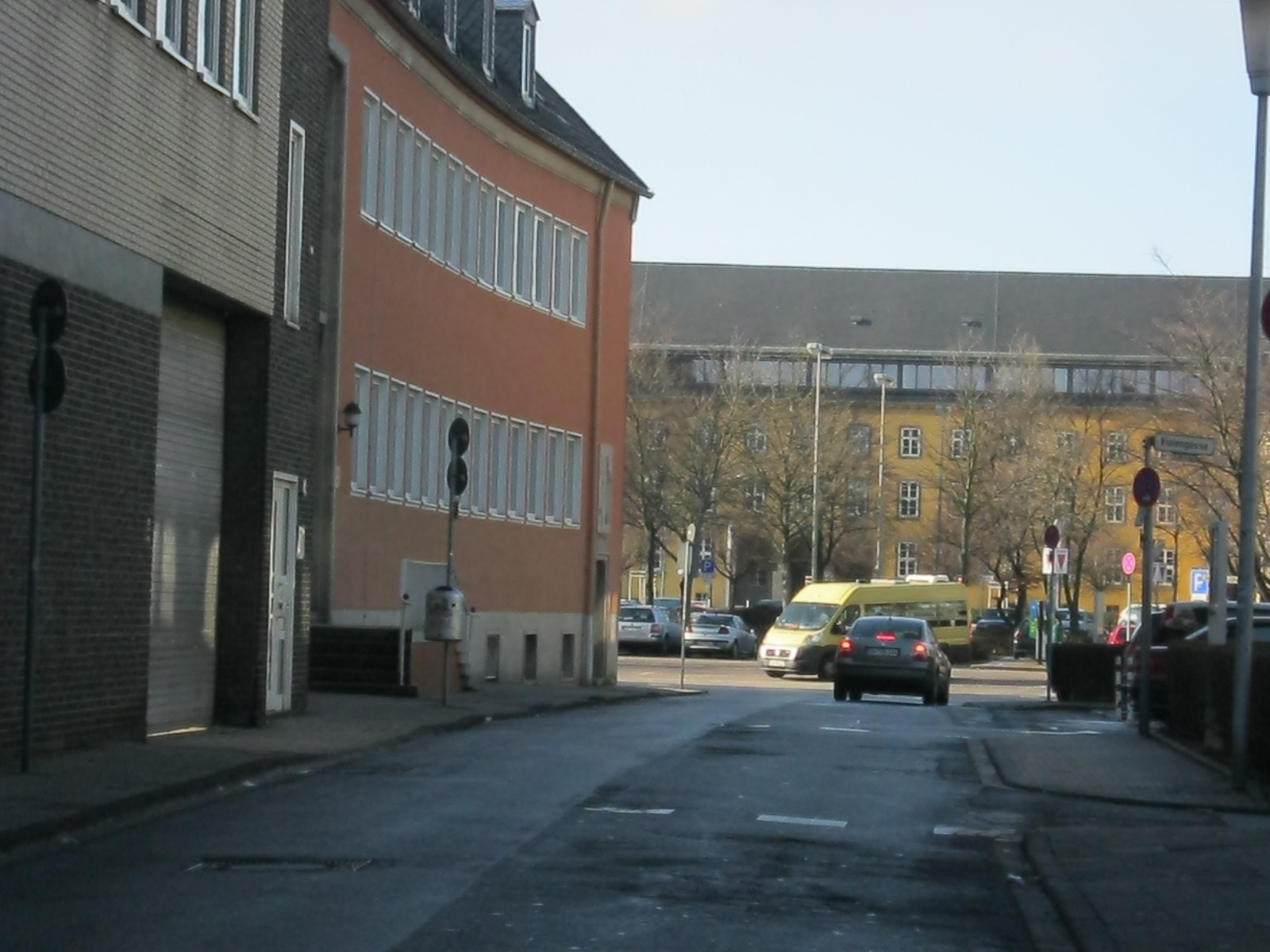
Links die VHS, im Hintergrund das Amtsgericht Düren

Die Violengasse in der Kreisstadt Düren (Nordrhein-Westfalen) ist eine alte historische Innerortsstraße.

## Lage
Die nur etwa 100 Meter lange Straße verbindet die Wilhelmstraße mit der Victor-Gollancz-Straße. Sie ist als Einbahnstraße von der Wilhelmstraße her ausgeschildert. Die Straße lag innerhalb der Dürener Stadtbefestigung.

## Geschichte
Der Straßenname, mundartlich „Fijolejass“, hat bis heute keine Deutung gefunden. Früher hieß die Straße einfach Sackgasse und war Teil der Schellengasse, der heutigen Wilhelmstraße. Erst im 19. Jahrhundert erhielt sie ihren heutigen Namen.
In der Violengasse befindet sich heute die Volkshochschule Rur-Eifel.